# Schroefboormachine

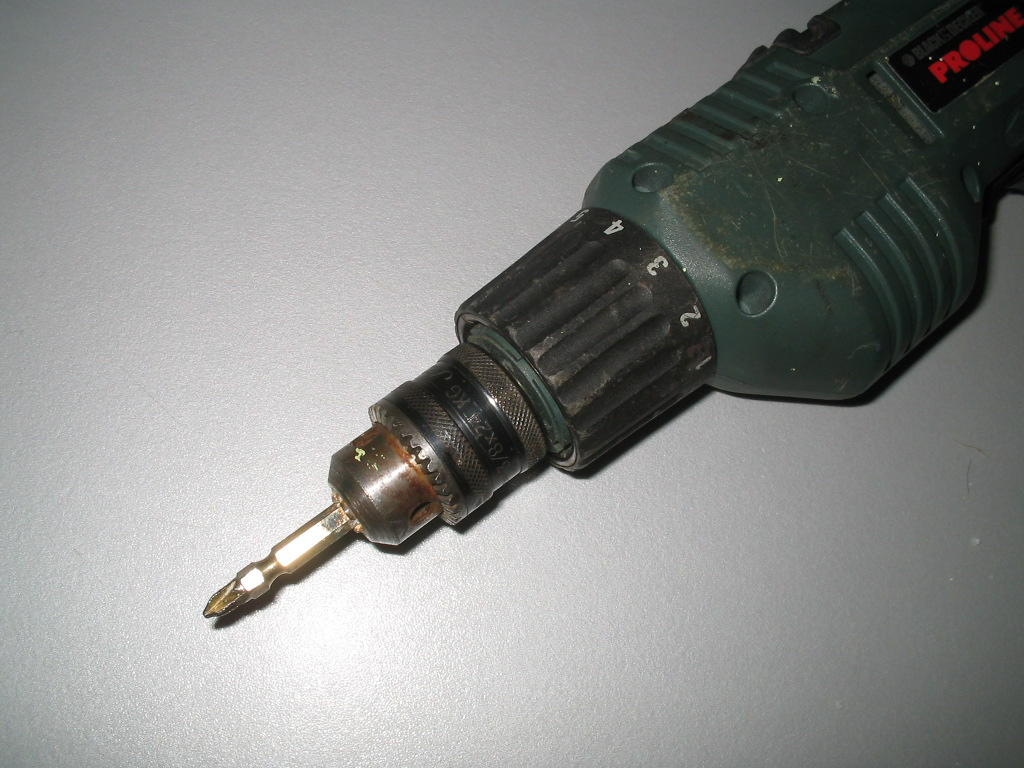
Een schroefboormachine

Een schroefboormachine is een grote schroevendraaier met een elektromotor. Hierdoor hoeft de gebruiker geen handkracht of draaiende bewegingen uit te voeren zoals bij een pompschroevendraaier. Vaak heeft een schroefboormachine een oplaadbare batterij, ook wel accu genoemd. Men spreekt dan ook vaak van accuboormachine.
In de schroefboormachine worden schroefbits geplaatst. Deze stiftjes met een zeskantige schacht, kunnen  een platte vouw hebben, kruis- of stervormig zijn. Ook zijn er torx-bits. Het type bit dat gebruikt wordt hangt af van de aan te draaien schroef of bout. Men dient altijd een goed passende bit te gebruiken. Dit voorkomt beschadigingen aan werkstuk, schroef- of bout alsook aan de bit.
Door het omwisselen van de draairichting is het mogelijk de schroef los of vast te draaien. Op de machine zit daartoe een schakelaar voor de draairichting.
Meestal is de machine ook voorzien van een ring achter de boorhouder voor het regelen van het aandraaikoppel, bijvoorbeeld genummerd van 1 tot 12. Bij kleine schroeven en bouten gebruik men een klein moment, bij grotere een groter moment. De machine stopt met draaien zodra de ingestelde kracht is bereikt (en geeft dan een ratelend geluid). Ook de vaste boorstand kan hiermee ingesteld worden, meestal aangegeven door de afbeelding van een spiraalboor.
De elektrische schroefboormachine maakt het werk lichter en het gaat ook sneller.